# Szereg (matematyka)

Trzy przykładowe szeregi liczb rzeczywistych – w każdym wierszu pokazano połączenie nieskończonej liczby prostokątów. W tych trzech przypadkach utworzone figury są skończone – mówi się, że odpowiednie szeregi są zbieżne. Są to przykłady zbieżnych szeregów geometrycznych – sum ciągów geometrycznych

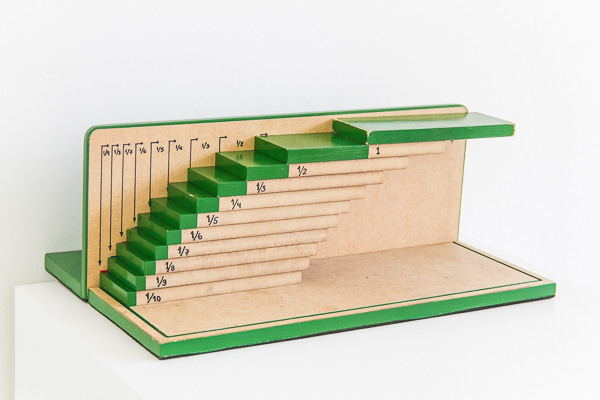
Ilustracja początku szeregu harmonicznego – sumy wszystkich odwrotności dodatnich liczb naturalnych:
Odwrotności dodatnich liczb naturalnych są też znane jako ułamki egipskie

Wykresy kilku funkcji rzeczywistych – sinusa i jego przybliżeń przez wielomiany Taylora. Granicą tego ciągu wielomianów jest pewien szereg funkcyjny, konkretniej pewien szereg potęgowy równy dokładnie sinusowi

Szereg – jedno z uogólnień dodawania, pozwalające w pewnym sensie sumować niektóre nieskończone zbiory liczb, funkcji i innych obiektów. Szeregi to odpowiedniki sumy dla składników tworzących nieskończony ciąg. Przykładem szeregu jest suma kolejnych potęg połowy (jednej drugiej):
{\displaystyle \sum _{n=1}^{\infty }{\frac {1}{2^{n}}}={\frac {1}{2}}+{\frac {1}{4}}+{\frac {1}{8}}+\ldots +{\frac {1}{2^{k}}}+\ldots }
Ścisła definicja takich sum wymaga pojęcia granicy ciągu. Należy ono do analizy matematycznej, a szeregi są jednym z głównych przedmiotów tej nauki. Udowodniono różne twierdzenia o szeregach liczb rzeczywistych i zespolonych, funkcji rzeczywistych i zespolonych oraz innych obiektów. Szeregi są używane w różnych działach matematyki i jej zastosowań jak fizyka czy informatyka. Wiedza o niektórych szeregach jest wymaga na polskich maturach rozszerzonych z matematyki.

## Definicje
Składnikami szeregu mogą być różne obiekty, m.in. liczby rzeczywiste, liczby zespolone i niektóre funkcje. Poniższa definicja dotyczy liczb rzeczywistych, lecz można ją uogólniać, co opisano w dalszej sekcji.

### Szereg
Niech {\displaystyle (a_{n})_{n=1}^{\infty }} będzie dowolnym nieskończonym ciągiem liczb rzeczywistych:
{\displaystyle {\begin{aligned}(a_{n})_{n=1}^{\infty }&=(a_{1},a_{2},a_{3},\ldots );\\[0.8ex]n\in \mathbb {N} _{+}&\Rightarrow a_{n}\in \mathbb {R} .\end{aligned}}}
Wtedy {\displaystyle n}-ta suma częściowa tego ciągu to suma jego {\displaystyle n} początkowych wyrazów:
{\displaystyle {\begin{aligned}s_{n}:=&\ \sum _{k=1}^{n}a_{k}=\\=&\ a_{1}+a_{2}+a_{3}+\ldots +a_{n}.\end{aligned}}}
Nieskończony ciąg wszystkich sum częściowych, czyli {\displaystyle (s_{n})_{n=1}^{\infty },} nazywa się szeregiem. Oznacza się go na kilka sposobów:
{\displaystyle {\begin{aligned}&a_{1}+a_{2}+a_{3}+\ldots =\sum _{n=1}^{\infty }a_{n}=\\&=\sum _{n}a_{n}=\sum a_{n}.\end{aligned}}}
Uwaga: szeregi bywają też definiowane inaczej:
- jako para uporządkowana nieskończonego ciągu i jego ciągu sum częściowych[4]: {\displaystyle {\big (}(a_{n})_{n=1}^{\infty },(s_{n})_{n=1}^{\infty }{\big )};}
- inni utożsamiają szereg z jego sumą[5], zdefiniowaną niżej;
- zakres indeksów, czyli argumentów wyjściowego ciągu {\displaystyle (a_{n})_{n},} może być inny. W rachunku różniczkowym używa się szeregów Taylora, w których początkowy składnik zwykle jest oznaczany indeksem zerowym  ({\displaystyle a_{0}})[6]. W analizie zespolonej używa się szeregów Laurenta, które mają dodatkowo składniki o indeksach ujemnych[7].

### Suma szeregu – sens standardowy
Powyższy ciąg sum częściowych {\displaystyle (s_{n})_{n=1}^{\infty }} może być zbieżny lub nie, czyli inaczej: być rozbieżny. W pierwszym wypadku mówi się, że szereg jest zbieżny, a w drugim – że jest rozbieżny.
Dla szeregu zbieżnego granica tego ciągu sum częściowych – czyli {\displaystyle \lim _{n\to \infty }s_{n}} – jest nazywana sumą szeregu lub krótko szeregiem. Oznaczenia sumy szeregu na ogół są jednakowe jak dla samego szeregu.

### Alternatywne sumy szeregów

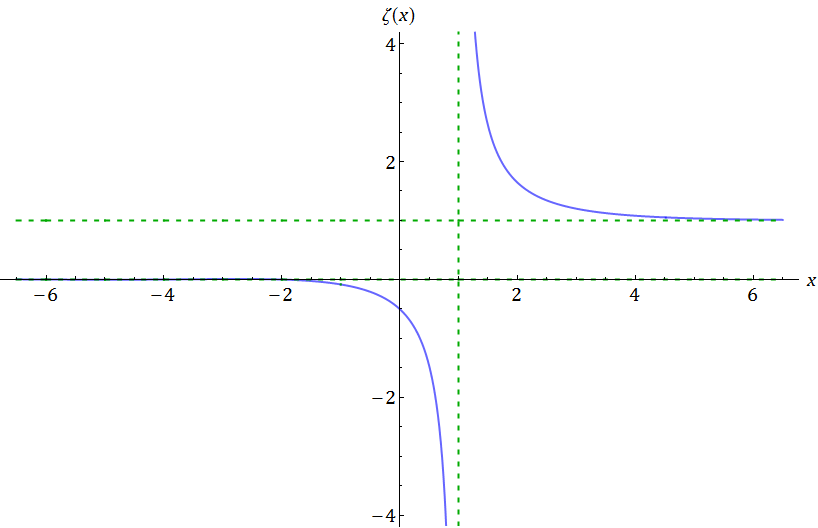
Kartezjański wykres funkcji dzeta (ζ) Riemanna w dziedzinie liczb rzeczywistych. Funkcja ta jest definiowana szeregiem, który dla pewnych wartości parametru jest rozbieżny, ale w takich wypadkach ta funkcja jest definiowana inaczej

Powyższe pojęcie sumy szeregu ma uogólnienia. Przypisują one sumy niektórym szeregom rozbieżnym:
- metoda Cesàro jest oparta na średnich arytmetycznych. Pozwala zsumować m.in. szereg Grandiego[9]:

{\displaystyle \sum _{n}(-1)^{n}\mapsto {\frac {1}{2}};}
- niektóre szeregi rozbieżne są analogiczne do pewnych szeregów zbieżnych, np. są opisane tym samym wzorem z innymi wartościami zmiennych. Przykładowo szeregi geometryczne mają wspólny definiujący wzór, niezależnie od zbieżności[a]. Sumy zbieżnych szeregów geometrycznych są opisane pewną homografią: {\displaystyle S(q)={\frac {a_{0}}{1-q}}.} Tę funkcję da się uogólnić, np. można stosować ten sam wzór do szerszej dziedziny – obejmującej także niektóre wartości parametru odpowiadające szeregom rozbieżnym. W tym wypadku – szeregów geometrycznych – można rozważać {\displaystyle q>1} oraz {\displaystyle q\leqslant -1.}

Tym sposobem da się zsumować m.in. szereg Grandiego, również otrzymując wynik jedna druga (½), jak w metodzie Cesàro. Wzór na sumę szeregu geometrycznego przypisuje też wynik sumie wszystkich naturalnych potęg dwójki: 1 + 2 + 4 + 8 + … ↦ −1:
{\displaystyle \sum _{n}2^{n}\mapsto S(2)={\frac {1}{1-2}}=-1.}
Ten wzór na sumę również ma ograniczenia. Do jego dziedziny nie należy jedynka ({\displaystyle q\neq 1}), a funkcja {\displaystyle S} nie ma w tym punkcie granicy, także niewłaściwej – ta nieciągłość nie jest usuwalna. Przez to podany wzór nie przypisuje żadnej sumy – skończonej lub nie – stałemu ciągowi jedynek: 1 + 1 + …;
- istnieją też bardziej zaawansowane metody uogólniania funkcji, np. przedłużenie analityczne w analizie zespolonej. Tak konstruuje się ogólną funkcję dzeta (ζ) Riemanna; nadaje ona pewien sens powyższemu szeregowi jedynek i niektórym innym szeregom rozbieżnym, np. sumie kolejnych liczb naturalnych[9][11]:

{\displaystyle {\begin{aligned}\sum _{n}1&\mapsto \zeta (0)=-{\frac {1}{2}},\\\sum _{n}n&\mapsto \zeta (-1)=-{\frac {1}{12}}.\end{aligned}}}
Ta metoda również ma ograniczenia. Funkcja dzeta nie jest określona dla jedynki (1) i nie ma tam granicy, skończonej lub nie. Przez to funkcja dzeta nie przypisuje żadnej wartości szeregowi harmonicznemu.
Podano też inną definicję sumy szeregu – opartą nie na granicy ciągu, lecz na kresie górnym, łac. supremum. Pozwala ona uniknąć paradoksów jak wspomniane niżej twierdzenie Riemanna o szeregach – jest niezależna od kolejności składników.

## Przykłady szeregów

Boki zacieniowanych kwadratów tworzą ciąg geometryczny o ilorazie 1/2, a pola powierzchni tych kwadratów – ciąg geometryczny o ilorazie 1/4. Sumy tych ciągów geometrycznych – czyli szeregi geometryczne – są zbieżne, odpowiednio do jedynki (1) i do jednej trzeciej (1/3)

### Szeregiliczb rzeczywistych
Wśród takich szeregów można spotkać między innymi:
- rzeczywiste szeregi geometryczne – są to sumy rzeczywistych ciągów geometrycznych, czyli opisanych wzorem: {\displaystyle (a_{0}q^{n})_{n=1}^{\infty }.} Ogólny wzór takiego szeregu to:

{\displaystyle \sum _{n}a_{0}q^{n}.}
Niektóre szeregi geometryczne są zbieżne, a inne nie;
- szereg harmoniczny – suma odwrotności dodatnich liczb naturalnych:

{\displaystyle \sum _{n}{\tfrac {1}{n}}.}
Jest on rozbieżny;
- problem bazylejski – suma odwrotności dodatnich liczb kwadratowych:

{\displaystyle \sum _{n}{\tfrac {1}{n^{2}}}.}
Jest on zbieżny i pozwala oszacować liczbę pi (π);
- uogólnienie dwóch powyższych – szereg harmoniczny rzędu alfa ({\displaystyle \alpha }), czyli suma potęg dodatnich liczb naturalnych z ustalonym wykładnikiem:

{\displaystyle \sum _{n}{\tfrac {1}{n^{\alpha }}}.}
Takie szeregi są zbieżne dla {\displaystyle \alpha >1;}
- szereg Leibniza:

{\displaystyle \sum _{n=0}^{\infty }{\frac {(-1)^{n}}{2n+1}}={\frac {1}{1}}-{\frac {1}{3}}+{\frac {1}{5}}-{\frac {1}{7}}+{\frac {1}{9}}-\ldots }
Jest on zbieżny i również ma związek z liczbą pi (π).
- inne szeregi naprzemienne; wśród nich są niektóre szeregi geometryczne.

### Szeregi funkcyjne
Wśród takich szeregów najczęściej używane są:
- szeregi potęgowe – nieskończone sumy funkcji potęgowych:

{\displaystyle \sum _{n}a_{n}x^{n}.}
Argumentami tych składników mogą być m.in. liczby rzeczywiste lub zespolone. Szeregi potęgowe pozwalają m.in. przybliżać niektóre funkcje z dowolną dokładnością i badać niektóre ciągi – szeregami potęgowymi definiuje się funkcje tworzące;
- szeregi trygonometryczne, na czele z szeregami Fouriera.

## Odmiany zbieżności i rozbieżności szeregów
Szereg {\displaystyle \sum a_{n}} jest zbieżny wtedy i tylko wtedy, gdy ciąg {\displaystyle (s_{N})} sum częściowych spełnia warunek Cauchy’ego. Zmiana (również opuszczenie, czy dodanie) skończenie wielu wyrazów szeregu zbieżnego nie wpływa na jego zbieżność.
Należy zaznaczyć, że suma szeregu nie jest tym samym, co suma jego składników. Niektóre szeregi można jednak traktować jako sumę, tzn. zmieniać kolejność składników (wyrazów w ciągu). Szereg {\displaystyle \sum a_{n}} nazywa się
- zbieżnym bezwzględnie/absolutnie, jeśli
{\displaystyle \sum |a_{n}|<\infty ;}
- zbieżnym względnie/nieabsolutnie, jeśli jest zbieżny, ale nie bezwzględnie, tzn.
{\displaystyle \sum a_{n}<\infty ,} lecz {\displaystyle \sum |a_{n}|=\infty .}

Twierdzenie Riemanna wyróżnia dodatkowe dwa rodzaje zbieżności szeregów, mianowicie szereg {\displaystyle \sum a_{n}} jest
- zbieżny bezwarunkowo, jeżeli dla każdej permutacji {\displaystyle \sigma } zachodzi
{\displaystyle \sum a_{\sigma (n)}=\sum a_{n};}
- zbieżny warunkowo, jeżeli dla każdej liczby {\displaystyle s\in {\overline {\mathbb {R} }}} istnieje permutacja {\displaystyle \sigma } taka, że
{\displaystyle \sum a_{\sigma (n)}=s.}

Oznacza to, że wyrazy szeregów zbieżnych bezwarunkowo można dowolnie przestawiać, nie zmieniając przy tym sumy szeregu, z kolei przestawiając wyrazy szeregu zbieżnego warunkowo, można otrzymać jako sumę nowego szeregu dowolną, z góry zadaną liczbę lub otrzymać szereg rozbieżny – z tego powodu operacje na nich należy wykonywać ze szczególną uwagą.
Wspomniane twierdzenie gwarantuje, że szereg {\displaystyle \sum a_{n}} jest bezwzględnie zbieżny wtedy i tylko wtedy, gdy zbieżne są szeregi {\displaystyle \sum a_{n}^{+}} złożony z jego wyrazów dodatnich i {\displaystyle \sum a_{n}^{-}} złożony z jego wyrazów ujemnych; wówczas jego suma wynosi {\displaystyle \sum a_{n}^{+}+\sum a_{n}^{-}.} Jeżeli jeden z tych ciągów jest rozbieżny, to szereg jest rozbieżny, lecz jeśli rozbieżne są oba, to szereg może być albo zbieżny warunkowo albo rozbieżny.
Każdy z powyższych rodzajów zbieżności pociąga zbieżność w zwykłym sensie. Dla szeregów liczbowych pojęcia zbieżności bezwzględnej i bezwarunkowej pokrywają się, lecz w ogólności (w nieskończenie wymiarowej przestrzeni Banacha, gdzie wartość bezwzględną zastępuje się normą) tylko zbieżność absolutna pociąga zbieżność bezwarunkową szeregu.

## Działania na szeregach

### Suma, różnica i skalowanie
Ponieważ szereg jest definiowany jako ciąg, to wszelkie działania na ciągach takie jak ich dodawanie, czy mnożenie przez skalar można stosować dla szeregów; szeregi tworzą więc przestrzeń liniową nad ciałem, z którego pochodzą jego wyrazy.
Suma szeregów zbieżnych jest szeregiem zbieżnym. Mnożenie szeregu przez niezerowy skalar nie wpływa na jego zbieżność.

### Iloczyn Cauchy’ego
Można również określić mnożenie dwóch szeregów, a jednym ze sposobów jest iloczyn Cauchy’ego. Dla szeregów {\displaystyle \sum _{n}a_{n}} oraz {\displaystyle \sum _{n}b_{n}} nazywa się nim szereg {\displaystyle \sum _{n}c_{n},} gdzie:
{\displaystyle {\begin{aligned}c_{n}&=\sum _{k=0}^{n}a_{n-k}b_{k}=\\&=a_{0}b_{n}+a_{1}b_{n-1}+\ldots +a_{n-1}b_{1}+a_{n}b_{0}.\end{aligned}}}

### Twierdzenie Mertensa
Jeśli szeregi {\displaystyle \sum a_{n}} oraz {\displaystyle \sum b_{n}} są zbieżne i co najmniej jeden z nich jest zbieżny bezwzględnie, to zbieżny jest ich iloczyn (Cauchy’ego), którego suma wynosi {\displaystyle \left(\sum a_{n}\right)\left(\sum b_{n}\right).}

### Twierdzenie Abela
Jest to jedno z uogólnień powyższego twierdzenia:
Jeśli iloczyn (Cauchy’ego) zbieżnych szeregów {\displaystyle \sum a_{n}} oraz {\displaystyle \sum b_{n}} jest zbieżny, to ma on sumę równą {\displaystyle \left(\sum a_{n}\right)\left(\sum b_{n}\right).}
Uwaga: Jeśli oba szeregi są zbieżne bezwzględnie, to suma dowolnego szeregu {\displaystyle \sum c_{n},} który za wyrazy ma wszystkie liczby postaci {\displaystyle a_{i}b_{j}} (każda występuje dokładnie raz, ich kolejność jest dowolna) jest równa {\displaystyle \left(\sum a_{n}\right)\left(\sum b_{n}\right).}
Dowód: Ograniczoność szeregu {\displaystyle \sum |c_{n}|,} a co za tym idzie bezwzględna zbieżność szeregu {\displaystyle \sum c_{n}} wynika z nierówności:
{\displaystyle \sum _{k=0}^{n}|c_{k}|\leqslant (\sum _{i=0}^{p}|a_{i}|)(\sum _{j=0}^{r}|b_{j}|)\leqslant (\sum _{i=0}^{\infty }|a_{i}|)(\sum _{j=0}^{\infty }|b_{j}|)}
gdzie {\displaystyle p} i {\displaystyle r} to maksymalne indeksy przy {\displaystyle a} i {\displaystyle b} w pierwszych {\displaystyle n} wyrazach ciągu {\displaystyle c_{n}} i założenia o bezwzględnej zbieżności szeregów ({\displaystyle \sum _{i=0}^{\infty }|a_{i}|<\infty ,}{\displaystyle \sum _{j=0}^{\infty }|b_{j}|<\infty }).
Zatem można przestawiać kolejność wyrazów, w szczególności do postaci iloczynu Cauchy’ego.

### Przykład
Niech dany będzie szereg {\displaystyle \sum x^{n};} jego iloczyn przez siebie wynosi {\displaystyle (n+1)x^{n}.} Ponieważ szereg geometryczny {\displaystyle \sum x^{n}} jest zbieżny dla {\displaystyle |x|<1} i ma sumę {\displaystyle {\tfrac {1}{1-x}},} to z twierdzenia Mertensa otrzymuje się, iż {\displaystyle \left(\sum x^{n}\right)^{2}=\sum (n+1)x^{n}=\left({\tfrac {1}{1-x}}\right)^{2}.}

## Uogólnienia

### Ogólne pojęcie szeregu
Jak wspomniano wyżej, szeregi nie muszą być zbudowane z liczb rzeczywistych, zespolonych ani z funkcji o takich wartościach. Pojęcie szeregu jest oparte na dodawaniu – to ono definiuje sumy częściowe {\displaystyle s_{n}:=a_{1}+a_{2}+\ldots +a_{n}.} Ogólne pojęcie dodawania bywa oderwane od liczb – jest nazwą działania w niektórych abstrakcyjnych strukturach algebraicznych jak:
- niektóre grupy przemienne;
- struktury oparte na takich grupach, np. ciała i przestrzenie liniowe.

Żeby mówić o sumie szeregu, zwykle potrzeba też pojęcia granicy ciągu: {\displaystyle \lim _{n\to \infty }s_{n}.} Jest ono określone w:
- dowolnej przestrzeni metrycznej[17];
- bardziej ogólnych przestrzeniach topologicznych.

Dlatego rozważania szeregów i ich sum mają sens tam, gdzie występują i dodawanie, i granice ciągów. Przykłady takich struktur to:
- dowolna przestrzeń unitarna, np. przestrzeń Hilberta;
- bardziej ogólne przestrzenie unormowane, np. przestrzenie Banacha;
- jeszcze ogólniejsze przestrzenie liniowo-topologiczne[18].

### Analogiczne konstrukcje
Szeregi mają swoje odpowiedniki dla działań innych niż dodawanie. Przykładem są iloczyny nieskończone.